# Salvador Sadurní
Salvador Sadurní Urpí (født 3. april 1941 i L'Arboç, Spanien) er en spansk tidligere fodboldspiller (målmand).
På klubplan spillede Sadurní 15 år hos FC Barcelona. Han nåede at spille næsten 250 ligakampe for klubben, og var med til at vinde både det spanske mesterskab samt tre udgaver af pokalturneringen Copa del Rey.
Sadurní spillede desuden ti kampe for det spanske landshold, som han debuterede for 9. januar 1963 i en venskabskamp mod Frankrig. Han blev europamester med Spanien ved EM 1964 på hjemmebane, men var dog ikke på banen i turneringen. Ligeledes blev han udtaget til VM 1962 i Chile, hvor han heller ikke var på banen.

## Titler
La Liga
- 1974 med FC Barcelona

Copa del Rey
- 1963, 1968 og 1971 med FC Barcelona

EM
- 1964 med Spanien